# جسر ماريفا وخيرسون
جسر ماريفا وخيرسون (بالأوكرانية: Мерефо-Херсонський міст، بالإنجليزية: Merefa-Kherson bridge، بالروسية: Мерефо-Херсонский мост) هو جسر سكة حديد أحادي المسار، يبلغ طوله حوالي 1,600 م (5,249.3 قدم)، يعبر نهر الدنيبر في دنبرو وجزء من خط السكة الحديدية بين مدينتي ماريفا وخيرسون.
هو ثاني أقدم جسر في المدينة، وأول جسر قوسي للسكك الحديدية في الاتحاد السوفييتي. في وقت بنائه، كان أطول جسر قوسي من الخرسانة المسلحة في أوروبا.

## التاريخ
خلال فترة الإمبراطورية الروسية، تم الانتهاء من الخطط لبناء جسر للسكك الحديدية فوق نهر دنبرو؛ وذلك لمد خط سكة حديدية، يربط بين ماريفا في الشمال الشرقي مع خيرسون على ساحل البحر الأسود.
في 1912، بدأ العمل باستخدام الخطط التي رسمها المهندس، ولكن توقف بسبب اندلاع الحرب العالمية الأولى بعد عامين. من ناحية أخرى، تأخر تنفيذ المشروع بسبب الاضطرابات التي أعقبت الثورة البلشفية والحرب الأهلية الروسية. استؤنف العمل في 1929 أو 1930. كان الابتكار هو استخدام الخرسانة المسلحة.
خلال الحرب العالمية الثانية أصبح الجسر غير صالح للاستخدام من قبل الجيش الأحمر المنسحب. أعادت القوات الألمانية المحتلة الجسر إلى الخدمة وأطلقت عليه اسم بول لودفيغ إيفالد فون كلايست. مع ذلك، عندما جاء دور الجيش الألماني للتراجع، قاموا بتدمير الجسر مرة أخرى.
بعد انتهاء الحرب في 1945، أعيد بناء الجسر. تم استبدال العوارض الفولاذية لطول البحر الرئيسي، التي كانت إحدى سمات جسر 1932، بأقواس خرسانية في 1948. بحلول 1951، اكتسب الجسر مظهره الحالي.